# 신난요시
신난요시(일본어: 新南陽市, しんなんようし)는 야마구치현에 있었던 시이다.
도시는 1970년 11월 1일에 성립되었다. 2003년 4월 21일에 신난요시는 도쿠야마시, 구마게군 구마게정, 쓰노군 가노정과 합병해 슈난시가 되면서 소멸하였다.